# Knockin' on Heaven's Door
"Knockin' on Heaven's Door" é um single de Bob Dylan, lançado na trilha sonora do filme Pat Garrett & Billy the Kid.
É uma de suas canções mais famosas, regravada por diversos artistas, dentre os quais Eric Clapton, Zé Ramalho e Guns N' Roses.

## Letra
A canção foi composta por Bob Dylan para a trilha sonora do filme Pat Garrett e Billy The Kid, um filme de velho oeste, na qual todas as canções foram compostas e interpretadas por Bob Dylan.
A canção fala sobre um xerife que leva um tiro e começa a morrer, enquanto, agoniza ele pede para sua mãe que tire seu distintivo, pois, ele não poderá usá-lo novamente. Então, começa o refrão: ″Knockin/Knocking/On Heaven′s Door″. 

## Versãocoverde Guns N' Roses
"Knockin' on Heaven's Door" também é um single da banda estadunidense Guns N'Roses presente no álbum Use Your Illusion II, lançado em 1991.
Apesar disso, a música era tocada desde 1988 pela banda. Na Use Your Illusion Tour, Slash tocava com uma introdução da música Only Women Bleed.

## Versãocoverde Zé Ramalho
Em 2008, o cantor brasileiro Zé Ramalho gravou uma versão em português da canção, intitulada de Batendo na Porta do Céu. A versão (gravada no álbum Antologia Acústica) foi muito fiel à música original, tanto no que diz respeito à melodia, como em sua letra. A canção teve sucesso e serviu para consolidar a carreira de Zé Ramalho e realçar a importância de Zé Ramalho no cenário músical brasileiro no fim dos anos 90, além de fazer o gênero Folk se fortalecer. A canção está presente no segundo disco da coletânea Antologia Acústica - 20 Anos Depois, lançada no ano de 1997. A canção é uma homenagem de Zé à Bob Dylan, cantor que Zé Ramalho admira e se inspira.